# 觸角蓑鮋
觸角蓑鮋（學名：Pterois antennata）為鮋科蓑鮋屬的一種。

## 分布
本魚分布於印度太平洋海域。

## 深度
水深1~50公尺。

## 特徵
本魚胸鰭鰭條長可延伸至尾柄，胸鰭鰭膜上有許多黑色紅緣的圓斑，胸鰭鰭條末端及第二背鰭軟條呈白色絲狀延長。身體具有似斑馬的條紋，眼上觸角有4~5個橫環。背、尾、臀鰭有黑色斑點散布。胸、背鰭延長有毒。體長可達25公分。

## 生態
本魚棲息於礁壁，常以腹部貼著礁壁或腹上背下在礁區緩緩游動，遇危險時，則張開魚鰭保護自己。以小魚、底棲動物為主食。

## 經濟利用
可作為觀賞魚，又因味美細嫩，故也作為食用魚。

## 外部連接
- Sealife Collection網站提供的觸角蓑鮋的圖片